# Сент-Мэри (приход, Луизиана)
Сент-Мэ́ри (англ. Saint Mary Parish) или Сен-Мари́ (фр. Paroisse de Sainte-Marie) — приход штата Луизиана, США. Официально образован в 1811 году. По состоянию на 2010 год, численность населения составляла 54 650 человек.

## География
По данным Бюро переписи США, общая площадь прихода равняется 2 898,213 км2, из которых 1 437,451 км2 — суша, и 1 460,761 км2, или 50,000 %, — это водоёмы.

## Население
По данным переписи населения 2000 года на территории прихода проживает 53 500 жителей в составе 19 317 домашних хозяйств и 14 082 семей. Плотность населения составляет 34,00 человека на км2. На территории прихода насчитывается 21 650 жилых строений, при плотности застройки около 14,00-ти строений на км2. Расовый состав населения: белые — 62,79 %, афроамериканцы — 31,79 %, коренные американцы (индейцы) — 1,39 %, азиаты — 1,64 %, гавайцы — 0,02 %, представители других рас — 0,88 %, представители двух или более рас — 1,50 %. Испаноязычные составляли 2,15 % населения независимо от расы.
В составе 36,70 % из общего числа домашних хозяйств проживают дети в возрасте до 18 лет, 51,00 % домашних хозяйств представляют собой супружеские пары, проживающие вместе, 16,50 % домашних хозяйств представляют собой одиноких женщин без супруга, 27,10 % домашних хозяйств не имеют отношения к семьям, 23,20 % домашних хозяйств состоят из одного человека, 8,70 % домашних хозяйств состоят из престарелых (65 лет и старше), проживающих в одиночестве. Средний размер домашнего хозяйства составляет 2,74 человека, и средний размер семьи 3,23 человека.
Возрастной состав прихода: 29,70 % — моложе 18 лет, 8,70 % — от 18 до 24, 28,70 % — от 25 до 44, 21,90 % — от 45 до 64, и 21,90 % — от 65 и старше. Средний возраст жителя прихода — 34 года. На каждые 100 женщин приходится 95,00 мужчин. На каждые 100 женщин старше 18 лет приходится 92,20 мужчин.
Средний доход на домохозяйство прихода составлял 28 072 USD, на семью — 33 064 USD. Среднестатистический заработок мужчины был 31 570 USD против 18 341 USD для женщины. Доход на душу населения составлял 13 399 USD. Около 20,60 % семей и 23,60 % общего населения находились ниже черты бедности, в том числе — 31,30 % молодежи (тех, кому ещё не исполнилось 18 лет) и 19,00 % тех, кому было уже больше 65 лет.